# Kim Miwol
Dans ce nom coréen, le nom de famille, Kim, précède le nom personnel.
Pour les articles homonymes, voir Kim.
Kim Miwol (en hangeul : 김미월) est une romancière sud-coréenne née en 1977.

## Biographie
Kim Miwol est née à Gangneung en 1977 dans la province de Gangwon. Elle fréquente le lycée pour filles de Chuncheon. Elle part ensuite à Séoul et obtient une licence à l'université de Corée en linguistique et une licence à l'université des Arts de Séoul en écriture créative. Elle fait ses débuts littéraires en 2004 avec sa nouvelle Enterrer la route dans le jardin (Jeongwone gireul mutda) publiée dans le journal Segye Ilbo. Elle a reçu à trois reprises le prix du Jeune Écrivain décerné par les Éditions Munhakdongne (2010, 2012, 2013).

## Œuvre
Kim Miwol est considérée comme une étoile montante de la jeune génération moderniste en Corée du Sud. Dans ses romans, elle traite  principalement des « laissés pour compte » de la société capitaliste, de ceux qui ne parviennent pas à suivre le rythme effréné de la société coréenne.
Son premier roman, Guide de la grotte de Séoul (Seo-ul dong-gul ga-ideu), capte le quotidien de 20 adolescents évoluant à Séoul à l'ère de la modernité. Elle dépeint ici non pas la vie en maison de plusieurs personnes, mais 20 destins séparés évoluant dans de petites chambres individuelles. Elle représente avec détail et précision leurs conditions de vie, notamment dans les logements gosiwon, l'équivalent de chambre de bonne. Elle montre ces jeunes à l'avenir incertain qui rêvent de passer de la chambre gosiwon à un appartement, symbole d'ascension sociale. Ainsi, la maison est vue comme le symbole d'une vie stable, réglée, alors que la chambre représente l'anxiété et la solitude. Le critique littéraire Kang Ji-hee a affirmé que ce qui rapproche les récits de Kim les uns des autres, c'est l'été, car les jeunes de Séoul qui vivent seuls n'ont pas à se soucier des frais de chauffage durant l'été. Kim Miwol souhaite à travers ce récit pointer du doigt les changements dans la ville de Séoul, et notamment l'individualisation des modes de vie et la solitude qui peut en découler.
Ainsi, dans l'un de ses romans phares Le livre que personne ne lit (Amudo pyeolcheoboji anneun chaek), elle met en scène un rédacteur souffrant d'un manque de reconnaissance dans son entreprise, une lycéenne défavorisée qui renonce à l'université en raison des frais d'inscription trop élevés. Elle évoque ainsi ces petites et ces grandes misères du quotidien avec un regard sans concession.